# Чемпіонат СРСР з легкої атлетики в приміщенні 1971 — 800 метрів (жінки)

## Результати

### Фінал
| Місце | Атлетка           | Регіон         | Місто/Область | Результат |
| ----- | ----------------- | -------------- | ------------- | --------- |
| 1     | Надія Колесникова | Москва         | Москва        | 2.09,9    |
| 2     | Нійоле Сабайте    | Литовська РСР  | Вільнюс       | 2.10,7    |
| 3     | Людмила Брагіна   | РРФСР          | Краснодар     | 2.11,2    |
| 4     | Тамара Казачкова  | РРФСР          | Магнітогорськ | 2.11,9    |
| 5     | Лідія Свечихіна   | Москва         | Москва        | 2.12,1    |
| 6     | Тамара Войтенко   | Москва         | Москва        | 2.12,3    |
| 7     | Тетяна Казанкіна  | Ленінград      | Ленінград     | 2.12,4    |
| 8     | Сарміте Штула     | Латвійська РСР | Рига          | 2.12,4    |